# ارتش ایران افشاری
ارتش ایران افشاری ریشه در خشونت‌های نسبتاً مبهم و خونین بین جناحی در خراسان در زمان فروپاشی دولت صفوی داشت. هسته این ارتش گروهی چند صد نفره از سربازان تحت فرماندهی یک جنگ‌سالار محلی به نام نادر قلی از طایفه افشار در شمال شرق ایران بودند. با این حال، در اوج قدرت نادر به عنوان شاهنشاه، او فرماندهی ارتش متشکل از ۳۷۵٬۰۰۰ جنگجو را بر عهده داشت که به گفته اکسورثی، قدرتمندترین نیروی نظامی زمان خود را به رهبری یکی از بااستعدادترین و موفق‌ترین رهبران نظامی تاریخ تشکیل می‌داد.
پس از ترور نادرشاه به دست گروهی از افسرانش در سال ۱۷۴۷، ارتش قدرتمند نادر نیز همراه با دولت او فروپاشید و کشور در ده‌ها سال جنگ داخلی فرورفت. اگرچه مدعیان بسیاری از خاندان افشار ادعای تخت پادشاهی را می‌کردند و در تلاش بودند تا کنترل کل کشور را به دست آورند، اما ایران همچنان تا زمان لشکرکشی‌های آقامحمدخان قاجار در اواخر قرن هجدهم به عنوان یک موجودیت سیاسی آشفته باقی ماند.